# سلیا موندرو
سلیا موندرو کاراسکو (زاده ۲۷ آوریل ۲۰۰۰) یک هنرپیشه اسپانیایی است که بیشتر به خاطر نقش اصلی‌اش در نقش الویرا «ویری» گومز گارسیا در فیلم اسکام اسپانیا، اقتباس اسپانیایی از اسکام، شناخته می‌شود. سلیا موندرو کاراسکو در مادرید اسپانیا به دنیا آمد و بزرگ شد. از هنگامی که موندرو کودک کوچکی بود به بازیگری علاقه‌مند بود و در نهایت برای کلاس‌های بازیگری در استودیو خوان کودینا شرکت کرد. موندرو علاوه بر بازیگری، در رشته روان‌شناسی نیز در دانشگاه تحصیل می‌کند. او رابطه نزدیکی با پدرش دارد و از طرفداران بازی‌های ویدیویی ندای وظیفه است.